# الراضي بن المعتمد
أبو خالد يزيد الراضي بالله بن المعتمد (؟ - 484 هـ/1091م) هو أحد أبناء المعتمد بن عباد أمير إشبيلية وقرطبة في عصر ملوك الطوائف. تولَّى حكم مدينة رندة نيابة عن والد المعتمد، وقد قُتِلَ الراضي بن المعتمد غدراً بعد أن سلَّم مدينة رندة إلى المرابطين في عام 484 هـ (1091م).

## سيرته

### ولايته على الجزيرة الخضراء
عندما استدعى المعتمد بن عباد المرابطين إلى الأندلس لمساعدته في مواجهة قشتالة، كان الراضي يتولى حكم الجزيرة الخضراء. لكن الراضي لم يكن قد تلقى بعد أمراً بتسليمها من والده، لذلك عندما بدأ المرابطون بالعبور من سبتة تحصَّن ورفض أن يتنازل لهم عنها، وأرسل إلى المعتمد بالحمام الزاجل يخبره عن الحال. وعندما سمعَ المعتمد بذلك لم يجد بداً من التنازل عنها، فأسرع بإرسال الأمر إلى الراضي بتسليمها، واستجاب الراضي فأخلاها وانسحب مع جنده نحو رندة.

### هجوم لورقة
بعد معركة الزلاقة، أراد والده المعتمد أن يقود حملةً لصدّ جيش مملكة قشتالة الذي كان متوجِّهاً لمهاجمة مدينة لورقة، إلا إنَّ الراضي أعرض عن خوض الحرب، وفضَّل البقاء لحبِّه الأدب والشعر لا خوض المعارك، فقرَّر المعتمد تعيين أخيه المعتدّ بالله مكانه على رأس الجيش. كان عدد الأندلسيّين كبيراً، إلا إنَّهم انهزموا رغم ذلك وخسروا المعركة مع القشتاليين، وأثارت الهزيمة غضباً شديداً في نفس المعتمد، وعاد إلى إشبيلية خاسراً. وعندما سمع الراضي بذلك أراد التخفيف عن والده، فأرسل إليه أبيات:
إلا إنَّ المعتمد بقي غاضباً منه، لكنه فضَّل مخاطبته بالأسلوب الساخر الهاجي لا الثائر، فردَّ عليه بأبياتٍ منها:
وردَّ عليه ابنه الراضي من جديدٍ بأبياتٍ فاتحتها:
وأحسن الراضي الاعتذار في قصيدته هذه، فطابت نفس المعتمد وسامحه على فعلته.

### هجوم المرابطين ومقتله
عندما هاجم القائد المرابطي سير بن أبي بكر مملكة المعتمد بن عبَّاد بهدف ضمِّها إلى المرابطين، كان الراضي يتولَّى أمور مدينة رندة، وهي من مدن الأندلس الحصينة. عسكر المرابطون قريباً من رندة، وظلُّوا كذلك حتى سقوط إشبيلية وأسر المعتمد (والد الراضي)، فأجبره المرابطون هو زوجته اعتماد الرميكية على أن يكتبا للراضي يرجواه أن يستسلم، ويخبراه بأنَّه إذا لم يفعل فإنَّهما سيُقتَلا. وافق الراضي تحت هذا التهديد على التخلي عن رندة بعد عقد ميثاقٍ مع المرابطين، لكن ما إن خرج منها حتى قُتِلَ غدراً وأخفيت جثَّته. حزن المعتمد على وفاة الراضي حزناً كبيراً، وقال يرثيه هو وأخاه الفتح:
وقال كذلك في رثائهما:

## كتب
- علي، أدهم (2000). المعتمد بن عبَّاد. الإدارة العامة للثقافة، وزارة الثقافة والإرشاد القومي، القاهرة - مصر.